# Littérature hongkongaise
La littérature hongkongaise est moderne, en mandarin, et minoritairement en cantonais de Hong Kong, et en anglais. 
La littérature qui a précédé sur le territoire ne se distingue pas de la littérature traditionnelle de la région.  

## Littérature moderne
La littérature moderne est apparue à Hong Kong au cours des années 1920. Influencées par le romantisme européen, sont créées les revues Banlü (Partenaires) en 1928 et Dao shang she (Société de l'Île) en 1929. Certains écrivains continentaux qui ont séjourné à Hong Kong durant la période de la guerre sino-japonaise et de la guerre civile ont aussi influencé la littérature hongkongaise. Deux œuvres caractéristiques de cette première période sont les romans Qiong xiang (Le Quartier pauvre), publié en 1948 et qui traite de la misère des habitants après guerre, de Lü Lun (1911-1988), et Xiaqiu zhuan (La Vie de Xiaqiu), publié en 1949, de Huang Guliu (1908-1977). 
Au cours des années 1950, la littérature de Hong Kong prend un tout autre aspect, la propagande anticommuniste, sous influence américaine, donnant lieu à nombre de publications. Zhang Ailing (1920-1995) a donné les meilleures œuvres dans le genre, avec, écrits sur commande en 1954, Yangge (Chants et Danses des repiqueurs de riz) et Chidi zhi lian (L'Amour de la terre rouge).
Avec les années 1960, les courants modernistes prennent le pas sur les motivations idéologiques. Plusieurs revues accordent une large place aux courants intellectuels d'Europe et d'Amérique et aux créations des auteurs locaux. Le mouvement est porté par des écrivains tels que Dai Tian (1937-), Ye Weilian (en) (1937-), Ye Si (1948-2013). Mais le plus représentatif des écrivains liés à ce mouvement de rénovation est Liu Yichang. Né en 1918 à Shanghai, il s'installe à Hong Kong en 1948. Son œuvre comprend un versant « alimentaire », destiné à divertir, et un autre expérimental. C'est à ce dernier qu'appartient Jiutu (L'Ivrogne, 1963), premier roman chinois à se rattacher à la technique du courant de conscience, ainsi que Duidao (Tête-bêche, 1972), qui a inspiré à Wong Kar-wai son film In the Mood for Love.
Il existe en outre d'autres courants, comme des recherches formelles sur le langage, représentées notamment par l'écrivaine Xi Xi (née en 1938), qui illustre aussi la façon dont évolue l'île, avec en particulier le roman Wo cheng (Ma cité, 1974-1975) ou le recueil de nouvelles Xiang wo zheyang yi ge nüzi (Une fille comme moi, 1982), qui a connu le succès lors de sa parution à Taïwan en 1984.
Le domaine des paralittératures est lui aussi bien représenté, principalement le roman chevaleresque, largement exploité par les films de kung-fu. Jin Yong (né en 1924 et installé à Hong Kong depuis 1948) est le maître du roman de cape et d'épée (wuxia xiaoshuo). Ses douze romans-fleuves parus entre 1955 et 1972 l'ont fait connaître de tous les Chinois. Il y renouvelle un genre ancien et y fait preuve d'une immense érudition. Ses romans peuvent se vendre jusqu'à un million d'exemplaires et certains critiques les considèrent comme des classiques de la littérature chinoise. La science-fiction est représentée par Ni Kuang (né en 1935). Dans le genre des histoires d'amour, plusieurs femmes écrivains se disputent les faveurs du public : Yi Shu (née en 1948 et sœur de Ni Kuang), Yan Qin, Cen Kailun.
La rétrocession à la République populaire de Chine en 1997 a peu modifié la donne dans le domaine de la vie intellectuelle et Hong Kong reste de ce point de vue encore largement indépendante de la République populaire de Chine.

## Traductions
- (en) Renditions, numéros 29-30, « Special Issue: Hong Kong », 1988 [lire en ligne]
- (en) Renditions, numéros 47-48, « Special Issue: Hong Kong Nineties », 1997 [lire en ligne]
- L'Horloge et le Dragon. 12 auteurs et 14 nouvelles contemporaines de Hong Kong, trad. Annie Curien, Éditions Caractères, 2006 (œuvres de Liu Yichang, Xin Yuan, Leung Ping-kwan, Tao Ran, Hai Xin, Xin Qishi, Lam Yin, Wong Pok, Quanan Shum, Lo Kwai-cheung, Dung Kai-cheung, Xi Xi)